# Ronald Powell
Ronald Powell (Riverside, California; 14 de mayo de 1991-15 de enero de 2024) fue un jugador de fútbol americano estadounidense que jugó tres temporadas con cuatro equipos en la posición de Linebacker.

## Carrera
A nivel universitario jugó para los Florida Gators dirigido por Urban Meyer, equipo con el que jugó cuatro temporadas, teniendo una lesión de rodilla en dos ocasiones en 2012 que lo alejó del campo tras consolidarse como titular, siendo este hecho lo que marcaría su carrera como profesional.
Sería seleccionado en la quinta ronda del Draft de 2014 en la posición 169 global por los New Orleans Saints, temporada en la que jugó en 14 partidos y sería puesto en libertad el 1 de septiembre de 2015.
El 21 de septiembre de 2016 Powell sería contratado por los Chicago Bears en el equipo de práctica, siendo dejado en libertad en diciembre. El 13 de diciembre de 2016 Powell firma con los Seattle Seahawks como parte del equipo de práctica.
El 10 de agosto de 2017 Powell sería colocado en la lista de transferibles/lesionados por los Seahawks y estaría en la reserva. Sería liberado el 16 de agosto de 2017.
En 2018 Powell firma con los Orlando Apollos de la Alliance of American Football para la temporada 2019. Sería colocado en la lista de transferibles/lesionados el 9 de enero de 2019. La liga desaparecería en abril de 2019.